# Ulricehamns pastorat
Ulricehamns pastorat är ett pastorat i Redvägs och Ås kontrakt i Skara stift i Ulricehamns kommun i Västra Götalands län. 
Pastoratet bestod från 2014 av följande församlingar:
- Hössna församling
- Timmele församling
- Ulricehamns församling
- Åsundens församling

1 januari 2022 uppgick Södra Vings pastorat och Redvägs pastorat i pastoratet och tillförde församlingarna:
- Redvägs församling
- Södra Vings församling
- Hällstads församling

Pastoratskod är 031306.: